# Milan Mikuláš
Milan Mikuláš (* 1. April 1963 in Trnava, Tschechoslowakei) ist ein ehemaliger tschechischer Leichtathlet, der sich auf den Dreisprung spezialisiert hat und der für die Tschechoslowakei an den Start ging. Aktuell ist er Inhaber des tschechischen Landesrekordes und feierte er mit dem Gewinn der Bronzemedaille bei den Halleneuropameisterschaften 1989 seinen größten sportlichen Erfolg.

## Sportliche Laufbahn
Erste internationale Erfahrungen sammelte Milan Mikuláš vermutlich im Jahr 1986, als er bei den Europameisterschaften in Stuttgart mit einer Weite von 16,10 m in der Qualifikationsrunde im Dreisprung ausschied. 1988 nahm er an den Olympischen Sommerspielen in Seoul teil und brachte dort in der Vorrunde keinen gültigen Versuch zustande. Im Jahr darauf gewann er bei den Halleneuropameisterschaften in Den Haag mit 16,93 m die Bronzemedaille hinter Mykola Mussijenko aus der Sowjetunion und dem Ostdeutschen Volker Mai. Kurz darauf belegte er bei den Hallenweltmeisterschaften in Budapest mit 16,84 m den fünften Platz. 1991 brachte er bei den Hallenweltmeisterschaften in Sevilla im Finale keinen gültigen Versuch zustande und im Jahr darauf schied er bei den Olympischen Sommerspielen in Barcelona mit 16,82 m in der Qualifikationsrunde aus. 1993 startete er für Tschechien bei den Weltmeisterschaften in Stuttgart und verpasste dort mit 16,59 m den Finaleinzug. Im Jahr darauf belegte er bei den Europameisterschaften in Helsinki mit 16,29 m den zehnten Platz und trat daraufhin nicht mehr international in Erscheinung.
1988 wurde Mikuláš tschechoslowakischer Meister im Weitsprung sowie 1988 und von 1990 bis 1992 im Dreisprung. Zudem wurde er von 1989 bis 1992 Hallenmeister im Dreisprung.

## Persönliche Bestleistungen
- Weitsprung: 8,25 m (+1,3 m/s), 16. Juli 1988 in Prag
- Dreisprung: 17,53 m (+0,9 m/s), 17. Juli 1988 in Prag (tschechischer Rekord)